# Мон, Кристиан
Кристиан Мон (норв. Christian Mohn; 20 апреля 1926 — 31 декабря 2018) — норвежский прыгун с трамплина и спортивный чиновник. Среди его достижений во время соревновательной карьеры — четвертое место на чемпионате мира по лыжным видам спорта 1950, второе место на лыжном фестивале в Хольменколлене в 1952 году и 20-е место на чемпионате мира по лыжным видам спорта 1954. Он представлял клуб IL Heming, а также занимался гольфом, гонками на яхтах, теннисом, хоккеем с мячом и гандболом.
Мон был президентом норвежской федерации лыжного спорта с 1978 по 1980 год, а также председателем организации «Друзья прыжков с трамплина». Он умер в возрасте 92 лет.